# Мудехарські повстання
Мудехарські повстання (ісп. Las revueltas mudéjares) — заколоти мусульманського населення, яке потрапило під владу офіційно християнських держав Іберійського півострова в міру просування Реконкісти на південь.
Загалом усі вони завершилися поразкою мусульман. Повсталі зазнавали страт, репресій і депортацій. Розуміючи безвихідь свого становища, багато мудехарів виїжджали з піратами в країни Магріба або ж переходили до християнства.
Прагматичні едикти 1501-1502 змусили всіх нехристиян Іспанії прийняти католицтво, але деякі моріски продовжували практикувати крипто-іслам, а тому продовжували зазнавати дискримінації, і як наслідок, самі неодноразово піднімали повстання.
Вигнання морисків у 1609-1614 завершило період релігійних повстань, хоча не всі з них мали виключно релігійний характер.

## Список мудехарських повстань
- Мудехарське повстання (1244), Валенсія
- Мудехарське повстання (1248-1258), Валенсія
- Мудехарське повстання (1276), Валенсія, поселення Алькою.
- Мудехарське повстання (1264) (Севілья, Мурсія) сталося після захоплення нижньої Іберії Кастильської короною. Було пригнічено у досить жорсткій формі. Після придушення повстання Гвадалаквівірська низовина втратила більшу частину свого довоєнного мусульманського населення, яке бігло або було насильно виселене до Гранадського емірату. Проте мусульманське населення Мурсії збереглося.
- Мудехарське повстання (1276-1304) торкнулося мусульман Арагона, Аліканте та Валенсії. Було також подавлено, але без масових депортацій.
- Мудехарське повстання (1490) торкнулося Гранадського емірату напередодні падіння Гранади[1]
- Повстання гранадських мусульман 1499-1502

## Повстання морисків
У 1501-1526 всі мусульмани сучасної Іспанії номінально прийняли католицтво.
- Еспаданське повстання (1526)
- Альпухарське повстання 1568-1571
- Альбаїсинське повстання

## Інші
Невдоволення мусульманського селянства зіграло деяку роль так званому Братському повстанні 1519-1523.